# Hartford Blues

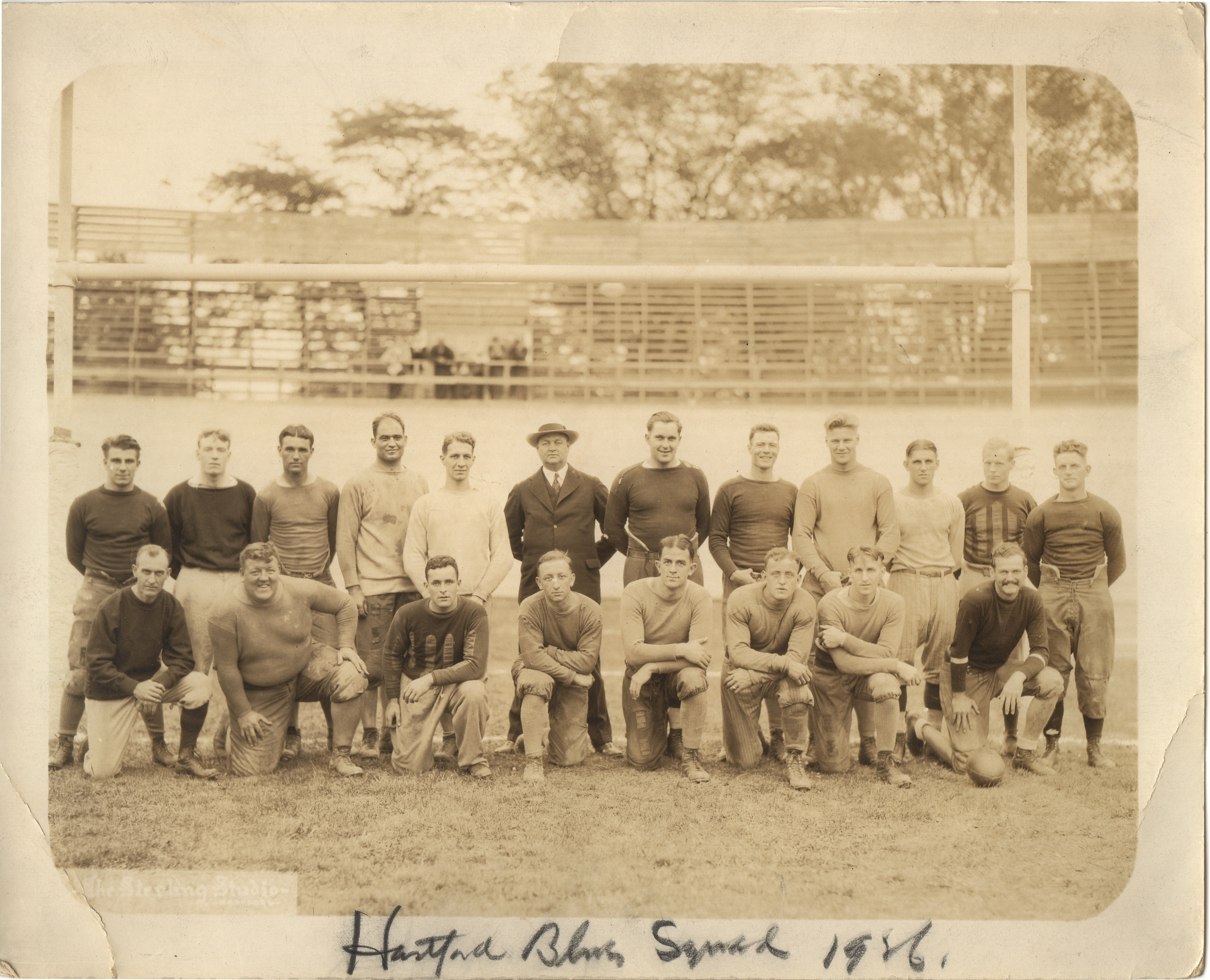
Hartford Blues en 1926

Los Hartford Blues de la National Football League jugó solo en la temporada 1926 en la NFL, con un récord de 3-7. El equipo se basa en Hartford, Connecticut pero jugó en el East Hartford Velodrome.

## Jugadores del Salón de la Fama
- Steve Owen

## Temporadas
| Año  | V  | D | E | Resultado | Entrenador(es) |
| ---- | -- | - | - | --------- | -------------- |
| 1924 | 7  | 2 | 4 | N/A       | Dick McGrath   |
| 1925 | 10 | 2 | 0 | N/A       | Dick McGrath   |
| 1926 | 3  | 7 | 0 | 13.º      | Jack Keogh     |
| 1927 | 7  | 1 | 0 | Inc.      | Vincent Lacava |